# Tiếng Ukraina
Tiếng Ukraina (украї́нська мо́ва ukrayins'ka mova; [ukrɑ'jinʲsʲkɑ ˈmɔʋɑ]) là một ngôn ngữ thuộc nhánh phía Đông của các ngôn ngữ gốc Slav. Đây là ngôn ngữ chính thức của Ukraina. Ngôn ngữ này sử dụng ký tự Cyrill để viết và có nhiều từ vựng chung với các quốc gia nói các tiếng gốc Slav láng giềng, đáng chú ý là tiếng Ba Lan, tiếng Slovak, tiếng Serbia và tiếng Nga.
Tiếng Ukraina có nguồn gốc từ tiếng Slav cổ của quốc gia thời đầu Trung cổ Kievan Rus'. Thời kỳ đầu nó được gọi là tiếng Ruthenia. "Tiếng Ukraina là một ngôn ngữ có nguồn gốc xuất thân trực hệ của ngôn ngữ thông tục được sử dụng ở Kievan Rus" (thế kỷ 10–13).
Ngôn ngữ này đã bền bỉ tồn tại dù trải qua nhiều lần bị các chế độ do những người không phải thuộc dân tộc Ukraina cầm quyền cấm đoán và ngăn cản sử dụng trong nhiều thế kỷ. Dù vậy, tiếng Ukraina vẫn duy trì được sức sống của nó trong văn hóa dân gian, ca nhạc và văn học của các tác gia nổi bật người Ukraina.